# YuruYuri
YuruYuri (jap. ゆるゆり, dt. „mildes Yuri“) ist eine Manga-Reihe der Zeichnerin Namori. Sie berichtet von dem Alltag von vier Schülerinnen, die den Teezeremonie-Clubraum übernehmen, um ihn als ihren eigenen „Vergnügungsclub“ (Goraku-bu) zu gestalten.

## Handlung
Die Handlung konzentriert sich auf die Mitglieder des Clubs und ihre verschiedenen Persönlichkeiten und Beziehungen zueinander. Die vermeintliche Hauptfigur Akari Akaza (赤座 あかり) glänzt dadurch, permanent übersehen oder vergessen zu werden, während die blondhaarige, stets optimistische, aber auch eigensinnige Kyōko Toshinō (歳納 京子) die Hauptursache für die die Handlung vorantreibenden Elemente ist. Ihr Gegenpol ist die ruhige und besonnene Yui Funami (船見 結衣), die zugleich auch immer wieder in die Rolle der Erzählerin schlüpft. Für Spannungen sorgt hingegen immer wieder Chinatsu Yoshikawa (吉川 ちなつ), die ganz offensichtlich in Yui verliebt ist, es aber nicht ertragen kann, dass Kyōko und Yui eine sehr tiefe Freundschaft miteinander verbindet. Dennoch sind sie enge Freundinnen und genießen ihre Aufenthalte im Clubraum, wobei durch die Konstellationen zueinander immer wieder komische Szenen entstehen.
Später gesellt sich noch eine zweite Gruppe von Schülerinnen mehr oder weniger hinzu. So verwickelt sich Schulsprecherin Ayano Sugiura (杉浦 綾乃) recht unfreiwillig in die Clubaktivitäten, zeigt später aber sehr wohl eine starke Zuneigung zu Kyōko, wenngleich sie es als Tsundere niemals zugeben würde. Sie befindet sich häufig in der Begleitung von Chitose Ikeda (池田 千歳), die ihren sexuellen Fantasien verfällt, sobald Chitose ihre Brille absetzt. Ayano konkurriert mit weiteren Anwärterinnen auf ihren Posten. Eine ist die wohlerzogene, besonnene, üppige gebaute Himawari Furutani (古谷 向日葵), die zweite ist die Pettanko Sakurako Ōmuro (大室 櫻子). Obwohl sie als Freundinnen zu bezeichnen sind, befinden sie sich wegen ihrer Gegensätze und als Kontrahentinnen um den Schulsprecher-Posten immer wieder im Streit.

### Konzeption
Ein zentrales Element des Werkes ist die tatsächliche oder nur angedeutete Homosexualität der Schülerinnen, worauf auch im Titel durch das Wort Yuri (= lesbisch) angespielt wird. Zugleich werden aber auch viele kindliche Elemente benutzt, um die Naivität der Charaktere zu unterstreichen. So wurde z. B. die Fernsehserie Majokko Mirakurun eingebaut, die es Kyōko und Mari angetan hat, zugleich aber dazu führt, dass Chinatsu wegen ihrer optischen Ähnlichkeit immer wieder im Cosplay von Mirakurun, der Protagonistin der Serie, zu sehen ist.

## Veröffentlichung
Die Veröffentlichung des Mangas begann am 18. Juni 2008 innerhalb des Manga-Magazins Comic Yuri Hime S, das von Ichijinsha herausgegeben wurde. Seit September 2010 wechselte die Serie zum Magazin Comic Yuri Hime, da Comic Yuri Hime S eingestellt wurde. Bisher erschienen die Kapitel auch in 16 Sammelbänden.

## Anime
Aufbauend auf dem Manga entstand die gleichnamige Anime-Fernsehserie YuruYuri, die vom Animationsstudio Dōgakōbō unter der Regie von Masahiko Ōta produziert wurde. Das Charakterdesign entwarf Chiaki Nakajima, die künstlerische Leitung lag bei Shunsuke Suzuki von Studio Fuga, das für die Hintergrundgrafiken zuständig war.
Vom 5. Juli bis 20. September 2011 wurde die erste Staffel der Serie im japanischen Fernsehen von TV Tokyo kurz nach Mitternacht (und damit am vorigen Fernsehtag) erstausgestrahlt und mit wenigen Tagen Versatz zudem auch auf TV Aichi, TV Hokkaido, TV Ōsaka, TV Setouchi und AT-X. Darüber hinaus wird die Serie als Simulcast über Crunchyroll mit englischen Untertitel angeboten.
Bei der Preisveranstaltung Animation Kōbe 2012 wurde YuruYuri als „Beste Fernsehserie“ ausgezeichnet.
Eine zweite Staffel namens YuruYuri♪♪ wurde vom 3. Juli bis 18. September 2012 ebenfalls auf TV Tokyo erstausgestrahlt, sowie auf AT-X, TV Setouchi, TVQ Kyushu, TV Aichi, TV Osaka und TV Hokkaido. Crunchyroll streamte auch diese als Simulcast.
Am 18. Februar 2015 erschien die 64 Minuten lange OVA namens YuruYuri: Nachuyachumi! (ゆるゆり なちゅやちゅみ!, „~: Sommerferien!“) auf Blu-ray und DVD, die jedoch bereits am 29. November 2014 eine Vorabpremiere in fünf Kinos hatte. Diese wurde von TYO Animations unter der Regie von Hiroyuki Hata animiert.
Am 21. August und 18. September 2015 folgten zwei weitere Teile namens YuruYuri Nachuyachumi!+ (ゆるゆり なちゅやちゅみ!+), die auf TV Tokyo liefen und zudem als Special für die vom 6. Oktober bis 22. Dezember 2015 ausgestrahlte 12-teilige Serie YuruYuri San Hai! (ゆるゆり さん☆ハイ！, „~: Staffel 3!“) dienten. Diese lief mit Versatz auch auf den weiteren Sendern des Networks wie die beiden vorangegangenen Staffeln. Crunchyroll streamte diese ebenfalls als Simulcast unter anderem mit deutschen Untertiteln als YuruYuri Season 3.

### Synchronisation
| Rolle              | japanischer Sprecher (Seiyū) |
| ------------------ | ---------------------------- |
| Yui Funami         | Minami Tsuda                 |
| Chinatsu Yoshikawa | Rumi Ōkubo                   |
| Akari Akaza        | Shiori Mikami                |
| Kyōko Toshinō      | Yuka Ōtsubo                  |

### Musik
Die Hintergrundmusik der ersten beiden Staffeln komponierte Yasuhiro Misawa und für die OVAs und die dritte Staffel Yoshiaki Fujisawa.
Für die erste Staffel wurde der Vorspanntitel Yuriyurarararayuruyuri Daijiken (ゆりゆららららゆるゆり大事件) gesungen von Nanamori Goraku-bu („Vergnügungsclub der Nanamori[-Schule]“), d. h. Minami Tsuda, Rumi Ōkubo, Shiori Mikami and Yuka Ōtsubo, den Synchronsprechern der Hauptfiguren. Auch das Abspannlied My Pace de Ikimashō (マイペースでいきましょう) wurde von diesen eingesungen.
Bei der zweiten Staffel war der Vorspanntitel Yes! Yuyuyu YuruYuri♪♪ (いぇす!ゆゆゆ☆ゆるゆり♪♪) von Nanamori Goraku-bu, bei Folge 6 jedoch Yonde Mirakurun! (よんでミラクるん!) von Ayana Taketatsu als die Figur Majokko Mirakurun und in Folge 11 Yuriyurarararayuruyuri Daijiken. Als Abspanntitel wurde wiederum 100% Chūgakusei (100%ちゅ〜学生) von Nanamori Goraku-bu genutzt, bei Folge acht stattdessen Girls Power de (ガールズパワーで, Gāruzu Pawā de) von Minami Tsuda und Rumi Ōkubo unter ihren Rollennamen.
Die OVA Nachuyachumi! verwendete im Vorspann Yuruyurinrinrinrinrin (ゆるゆりんりんりんりんりん) und im Abspann After School Days (アフタースクールデイズ, Afutā Sukūru Deizu), beide von Nanamori-Chū Goraku-bu („Vergnügungsclub der Nanamori-Mittelschule“) gesungen, was dem früheren Namen Nanamori Goraku-bu entspricht.
Im Special Nachuyachumi!+ kamen Yurishurashushushu (ゆりしゅらしゅしゅしゅ) von Nanamori-Chū Goraku-bu bzw. Ohirune Universe (おひるねゆにばーす, Ohirune Yunibāsu, dt. „Mittagsschlaf-Universum“) von Nanamori-Chū Goraku-bu in der ersten Folge und vom Nanamori-Chū Seitokai („Schülerrat der Nanamori-Mittelschule“), d. h. Saki Fujita, Aki Toyosaki, Emiri Katō und Suzuko Mimori, zum Einsatz.
In der dritten Staffel wurde im Vorspann Chochocho! Yuruyuri Capriccio!!! (ちょちょちょ!ゆるゆり☆かぷりっちょ!!!, ~ Kapuricho!!!) und im Abspann Atchūma Seishun! (あっちゅ〜ま青春!) von Nanamori-Chū Goraku-bu.